# Neomyia timorensis
Neomyia timorensis är en tvåvingeart som först beskrevs av Robineau-desvoidy 1830.  Neomyia timorensis ingår i släktet Neomyia och familjen husflugor. Inga underarter finns listade i Catalogue of Life.